# 四川小野芝麻
四川小野芝麻（学名：Galeobdolon szechuanense）为唇形科小野芝麻属下的一个种。

## 扩展阅读
- 維基物種上的相關：四川小野芝麻